# 3003 Кончек
3003 Кончек (3003 Konček) — астероїд головного поясу, відкритий 28 грудня 1983 року.
Тіссеранів параметр щодо Юпітера — 3,204.